# Anna (żona Tobiasza)

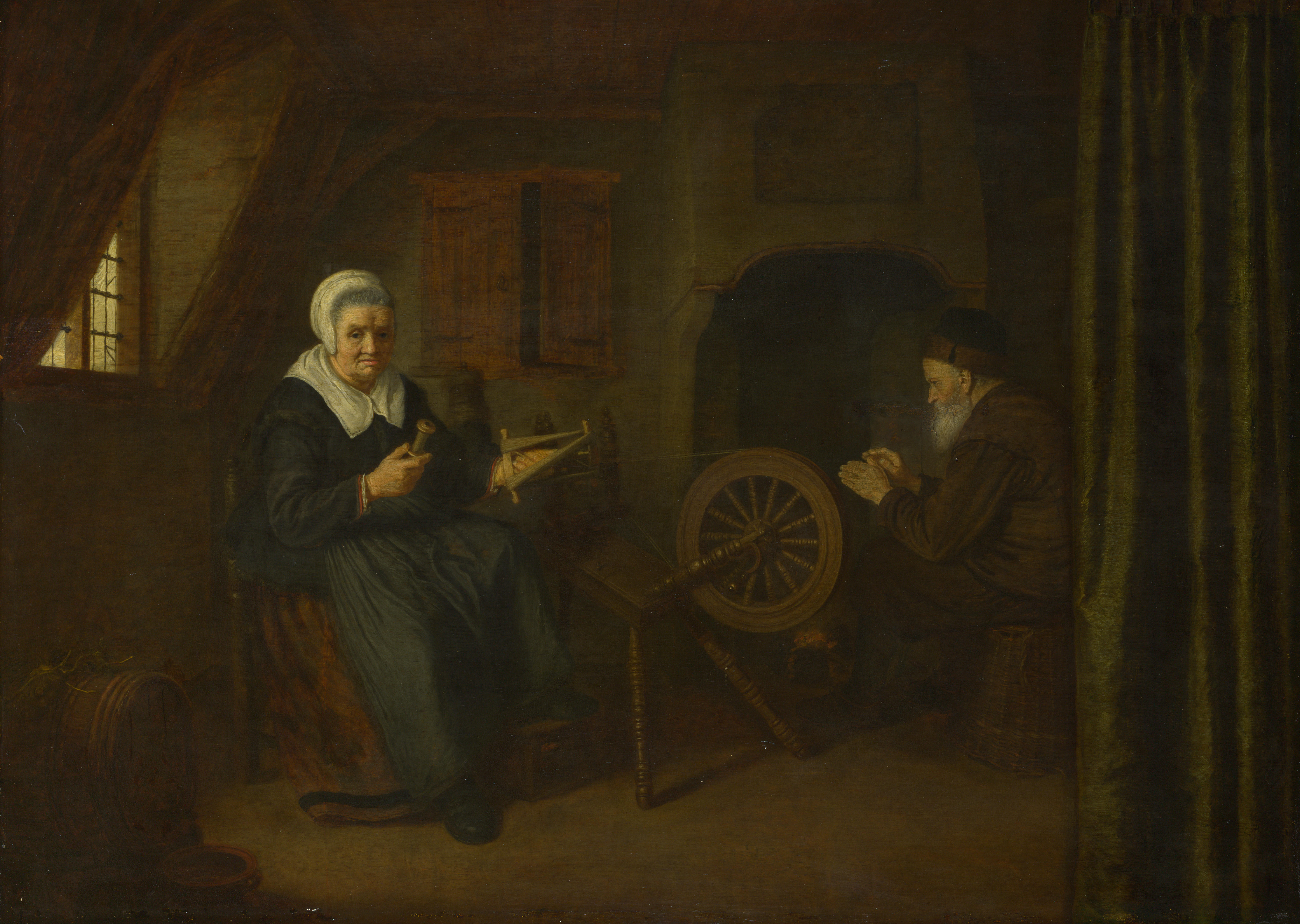
Tobit i Anna. Obraz Abrahama De Pape (ok. 1658 r.), National Gallery w Londynie

Anna (żona Tobiasza), hebr. חַנָּה (hannāh), „pełna łaski” − postać biblijna. Wspomina ją Księga Tobiasza. Była żoną Tobiasza (Tobita), ojca Tobiasza.
Anna pochodziła, podobnie jak jej mąż, z pokolenia Naftalego. Sama wychowywała syna, a po utracie wzroku przez Tobiasza, zarabiała na utrzymanie rodziny. Anna jawi się w trzech rolach: żony, matki i kobiety pracującej.